# Association pour la préservation et l'entretien du matériel à voie étroite
L 'Association pour la préservation et l'entretien du matériel à voie étroite (Apemve) est créée dans le but de préserver et de faire circuler du matériel ferroviaire sur des lignes à l'écartement de 60cm. Elle occupe le site de la Pinelière sur la commune de Saint-Germain-d'Arcé dans le département de la Sarthe.

## Matériel roulant

### Locomotives à vapeur
- 040T, Orenstein & Koppel no 8594 de 1918, HF 2166  Classé MH (2010)[1] ex-T.P. Ruvenhorst & Humbert, en restauration ;
- 040T, Société Franco-Belge, no 2844 de 1945 type KDL 11, ex-TPT 4-13 puis Chemin de fer touristique de Meyzieu, à restaurer ;
- 020T, Borsig vendue par Decauville no 7983 de 1911, ex-Carrières de Luzy,  Classé MH (2010)[2], à restaurer ;
- 020T, Maschinenbau-Gesellschaft Heilbronn (de) no 104 de 1880, revendue par Weidknecht. Ex-ballastières D. Pastre & Fils de Cherisy / Sainte-Gemme-Moronval, puis Musée Maurice-Dufresne, restaurée en état de présentation et confiée au musée des transports de Pithiviers ;
- 030T, Fablok no 3812 de 1958, type Las 49, ex-chemin de fer forestier Lipa - Biłgoraj, en restauration ;

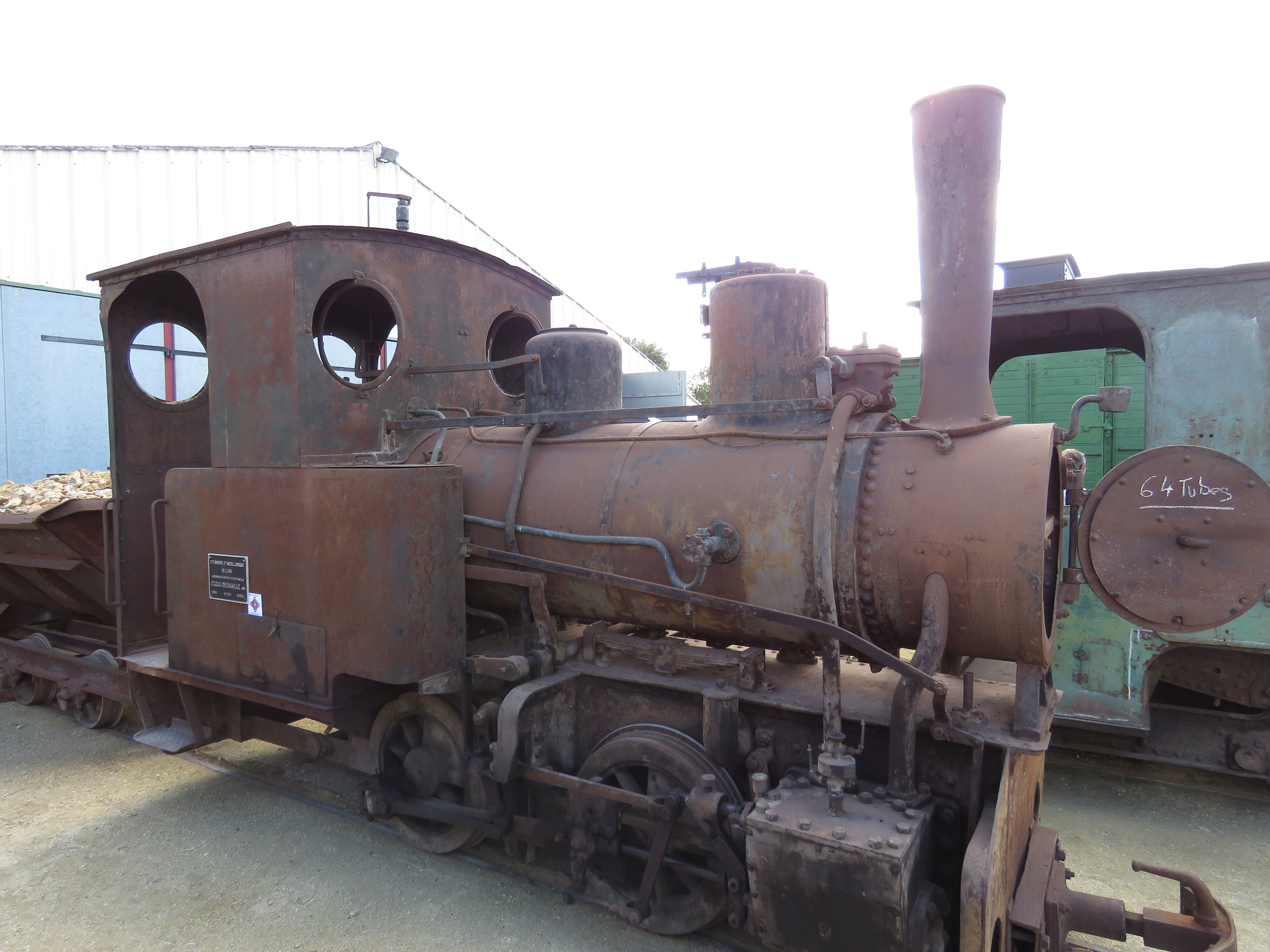
Locomotive Borsig 020 T n°7983
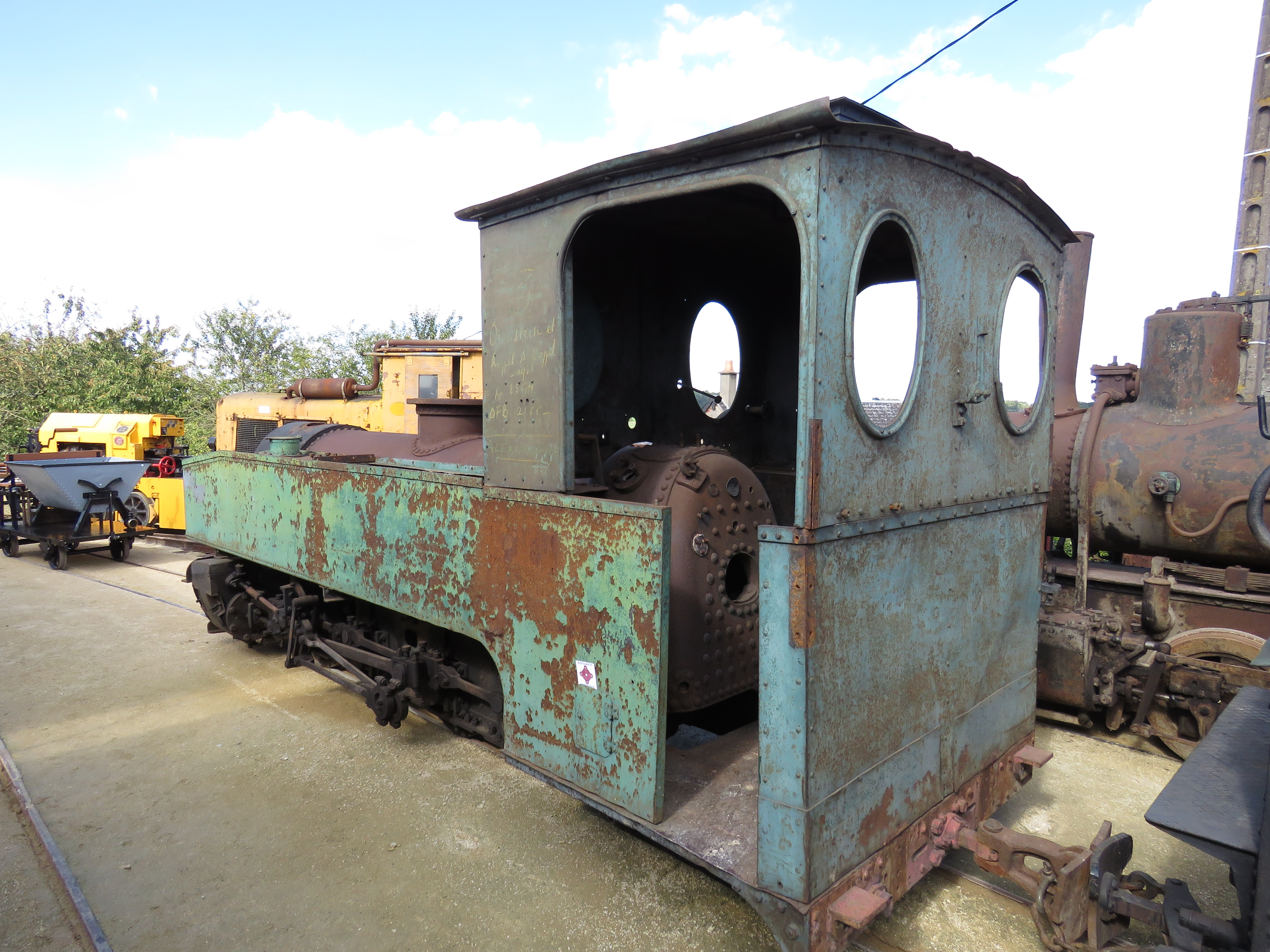
Locomotive 040 T DFB
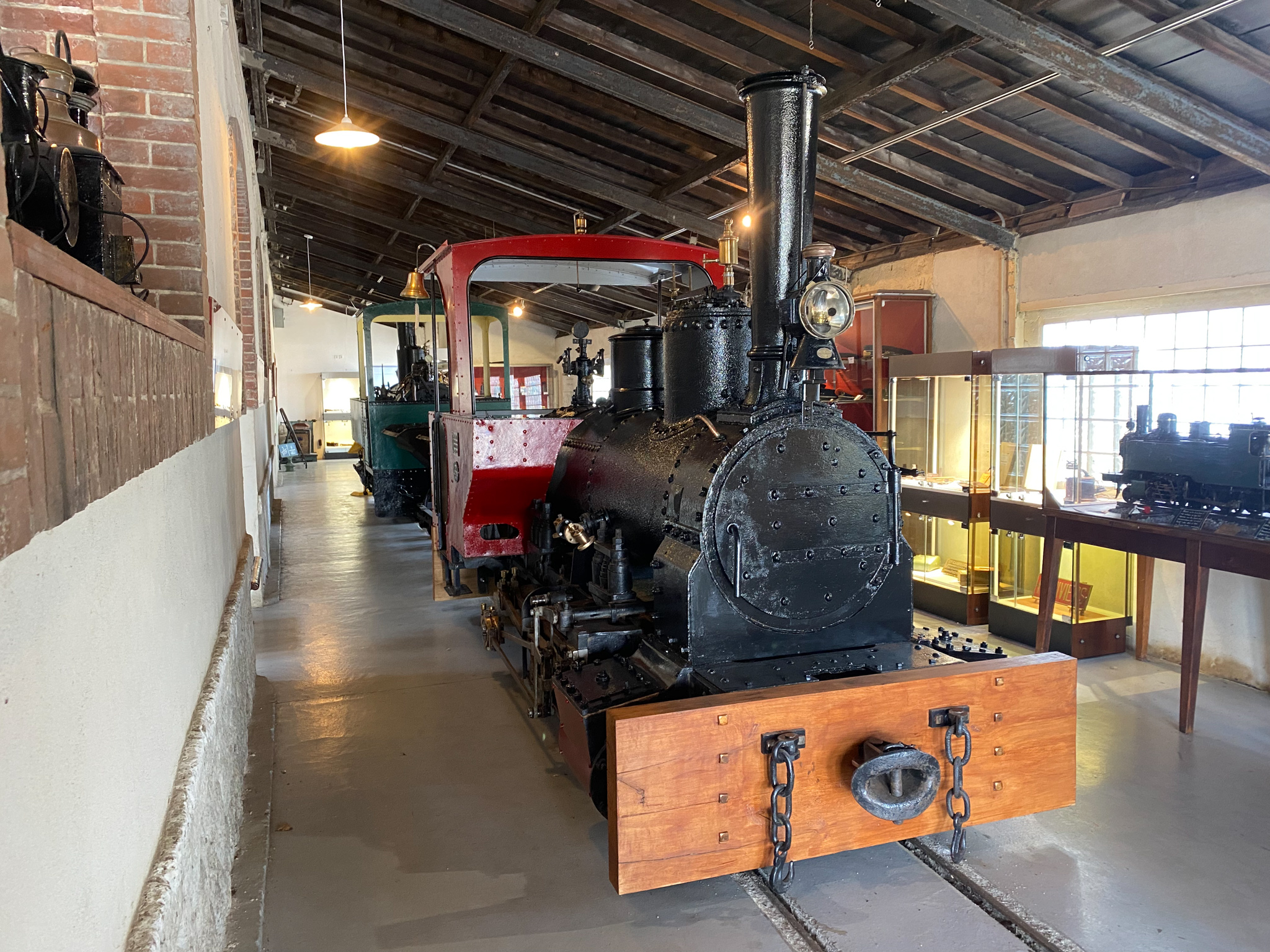
La 020T Heilbronn no 104 confiée à l'AMTP (Pithiviers)

### Tenders
- Tender à bogies HF no 1036 de 5 m3, construit par Orenstein & Koppel, prévu pour être attelé aux locomotives type Brigadelok (de)  Classé MH (2010)[3] ;
- Tender à essieux HF11 810 de 6 m3 à voie de 760 mm, construit en 1944 par Arnold Jung (de), acquis en Autriche. Il sera attelé à la 040T Franco-Belge de 1945, après restauration et mise à écartement de 600 mm de ses essieux.

|  |

### Locotracteurs diesels
- 030, Lokomotivbau Karl Marx no 250554 de 1973 type V10C ex Hajnowka en sevice
- 030, Faur no 23380 de 1987, type L30H, ex-PKP Lyd2 51 Bialosliwie en restauration
- 020, De Dietrich no 89098 de 1987[4] ex mines de la Houve à restaurer
- 020, De Dietrich no 89099 de 1987 ex mines de la Houve en service
- 020, Rurthaler no 4260 de 1991 ex mine de la Houve à restaurer
- 020, Rurthaler no 4252 de 1989 ex mine de la Houve à restaurer
- 020, Etablissements Billard no 53 de 1940, type T75D ex Scierie de Cirey sur Vezouze en restauration
- 020, Gmeinder no 3005 de 1940 type 50PS ex Ardoisières de Trélazé à restaurer
- 020, Orenstein&Koppel no 26240 de 1963 type Mv4a en service (en prêt à l'APPEVA)
- 020, Baldwin no 47821 de 1918 type 50HP (ex-CEF Nord). À voie normale, il sera adapté pour la voie de 600 mm.
- 030 Orenstein & Koppel Mv6 n° 25996 de 1960

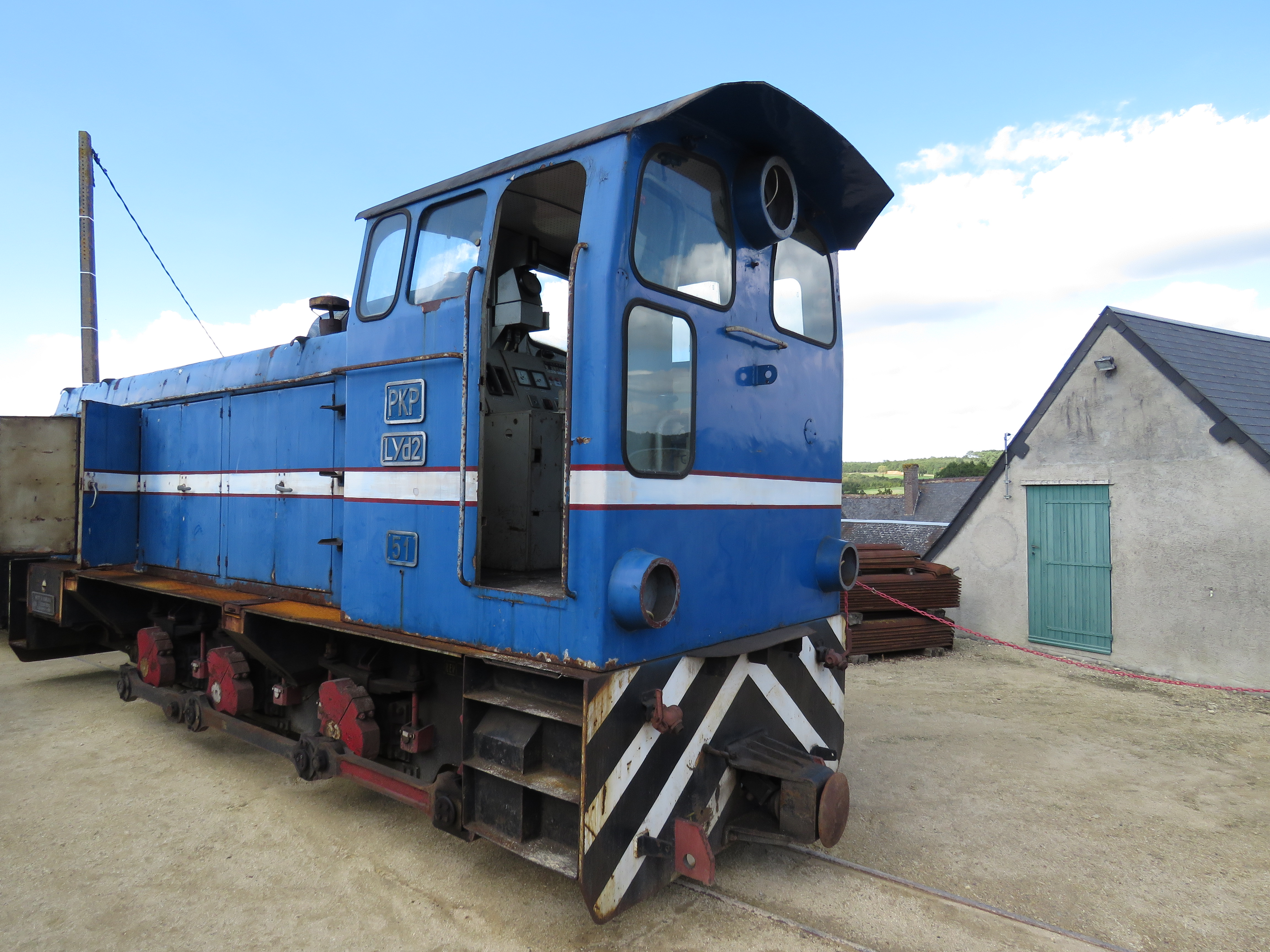
locotracteur Faur
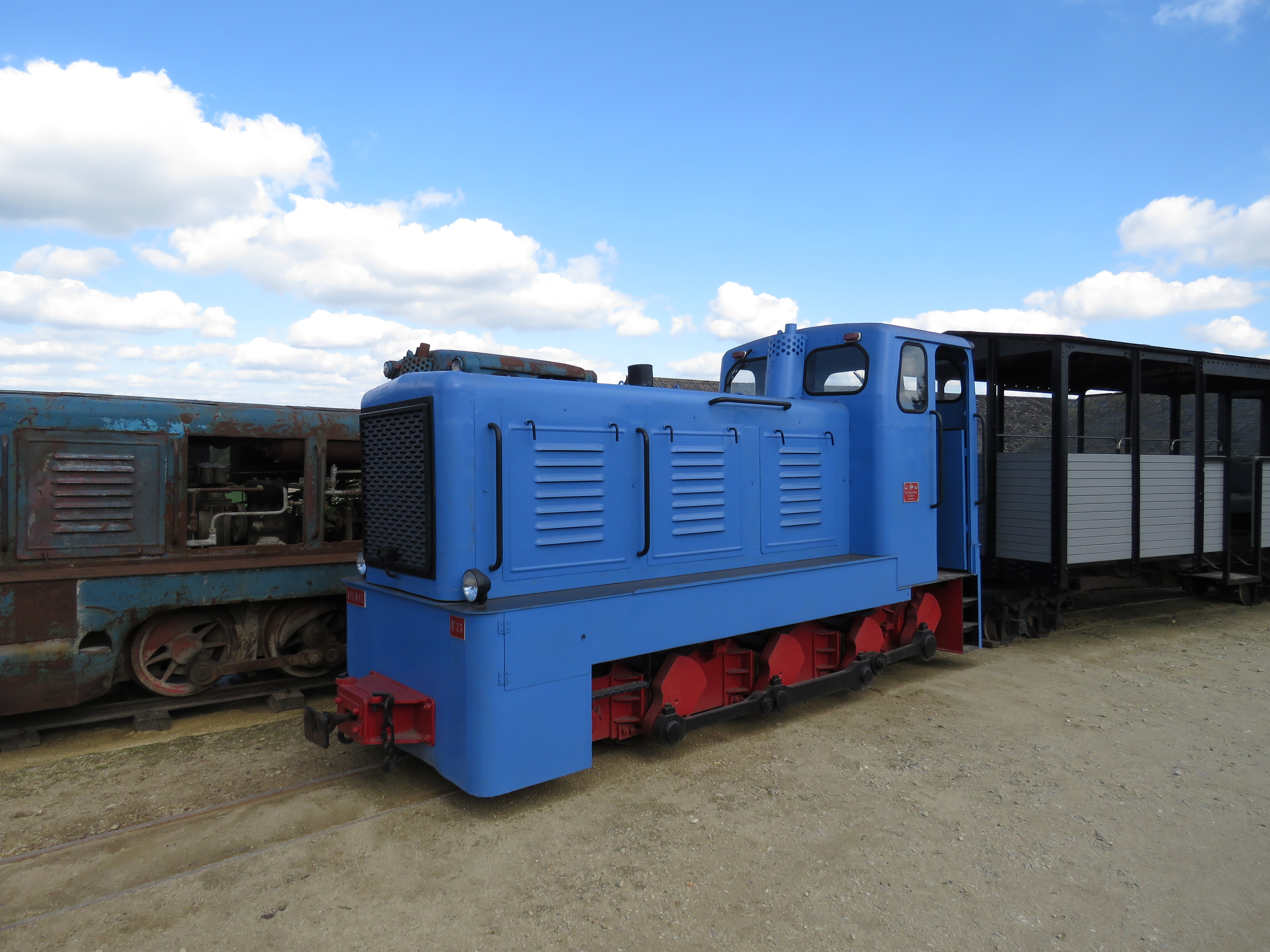
locotracteur LKM
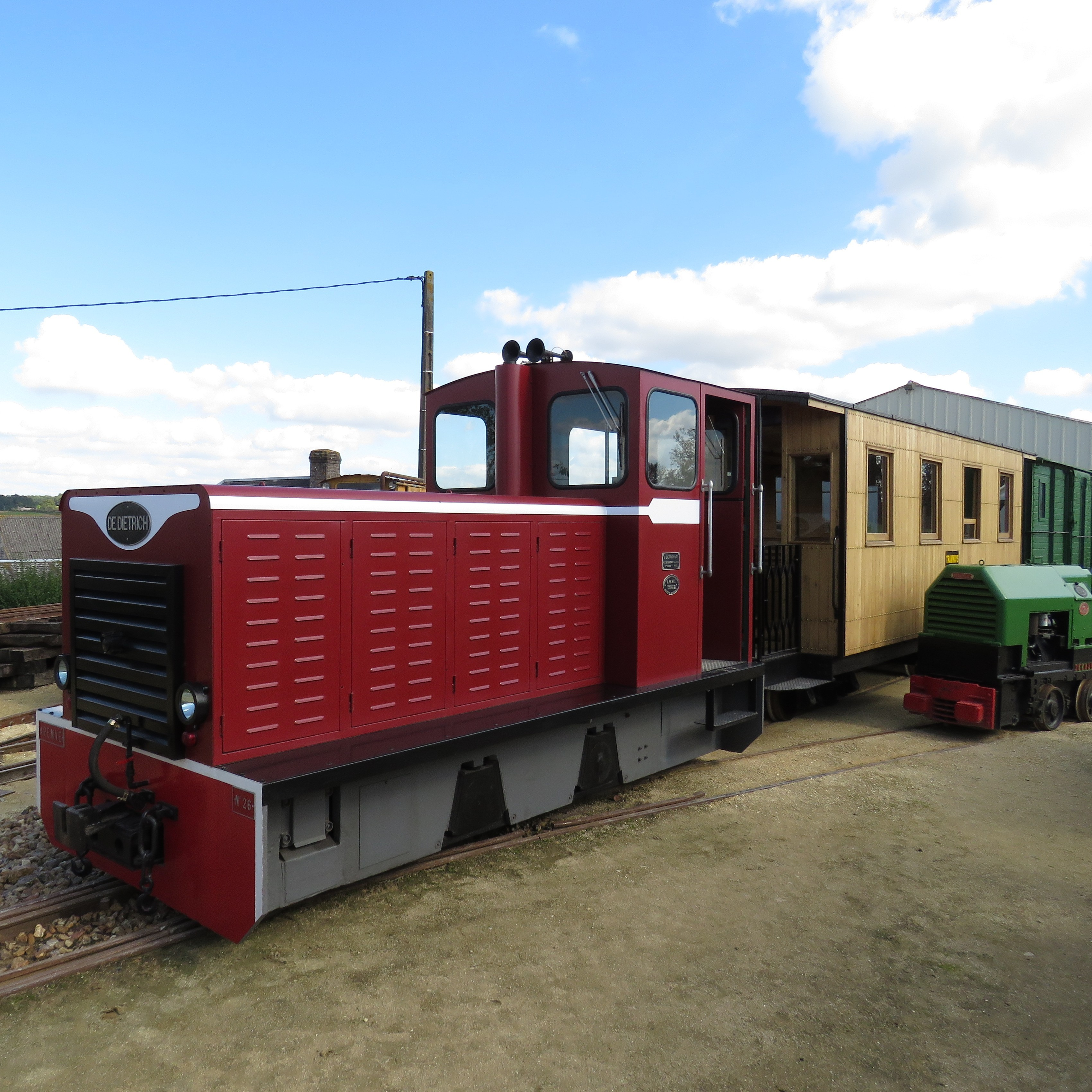
locotracteur De Dietrich
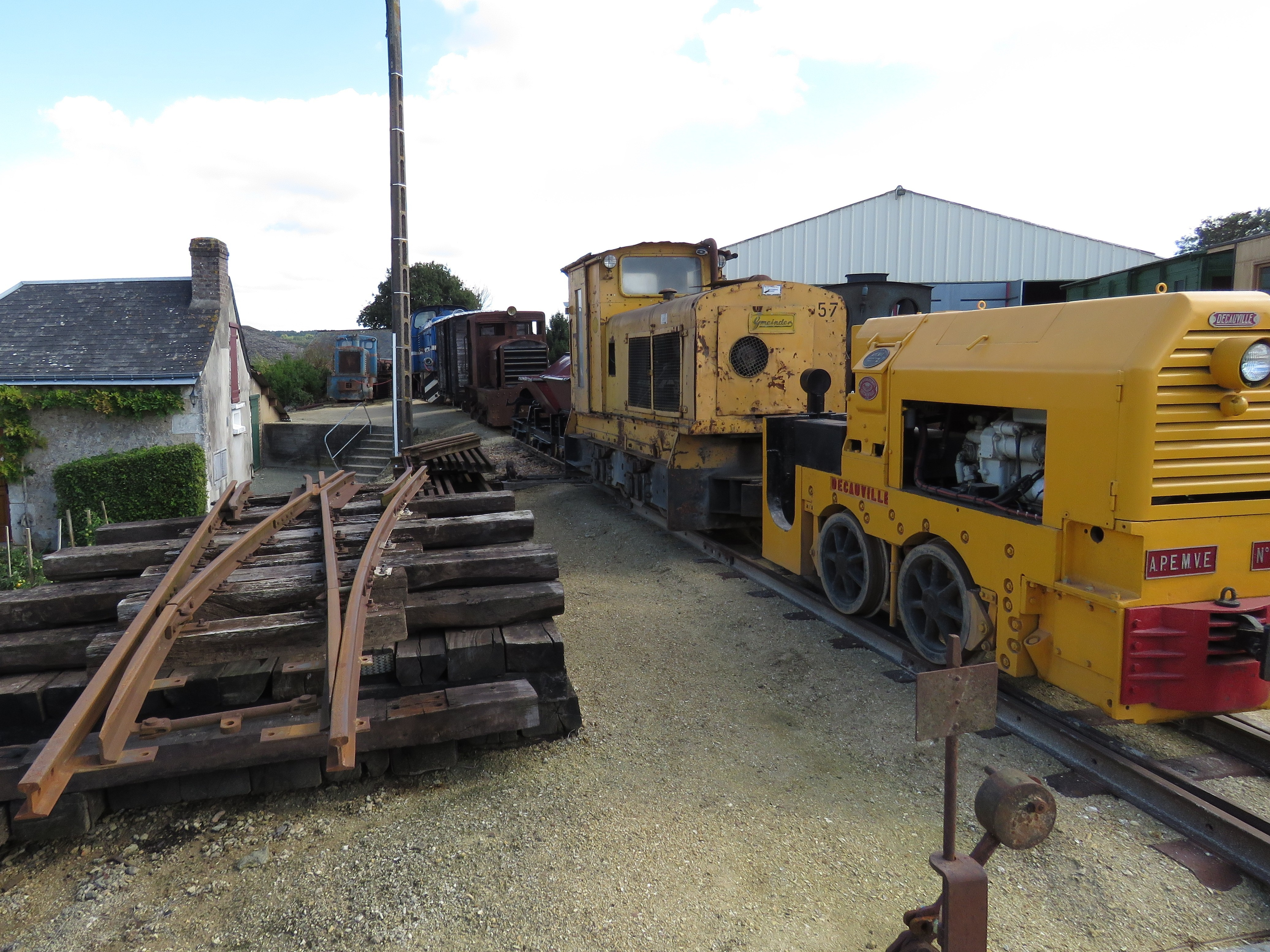
Locotracteurs Billard, Gmeinder et Decauville.

### Locotracteurs diesels à petit gabarit
- 020, Deutz, no 10284 de 1931, type PME117 en service
- 020, Decauville no 419 de 1957 type TMB 15 ex Cogéma Vendée en service
- 020, Decauville no 136 de 1947 type TMB 30 ex Entrepôt de munition Chapelle St Ursin en service
- 020, Decauville no 339 de 1955 type TMB 30 ex Entrepôt de munition Chapelle St Ursin en état de présentation
- 020, Decauville type TMB 45 ex Mines de Merlebach à restaurer
- 020, Berry no 753 type C3755 T ex Cogéma Limoges en service
- 020, Berry no 754 type C3755 T ex Cogéma Limoges en service
- 020, Berry no 882 type 4538 R3 ex Cogéma Vendée à restaurer

### Draisines
- Draisine à bras, ex TPT no 5 en service
- Draisine à bras type TPT de 2015 en service
- Speeder, ex-Armée américaine en service
- Draisine type Peugeot 201 sur châssis de wagonnet des années 40 ex carrière de Vass à restaurer
- Draisine type Citroën C4 sur châssis de wagonnet des années 40 ex carrière de Vass à restaurer

### Voitures à voyageurs
- voiture Decauville de 1892 AB3 TPT puis reconstruite en 1933 V 3, à bogies en restaurationrestauration

|  |

### Wagons de marchandises
- N° K 15 de 1903 Baume & Marpent , wagon couvert à essieux, ex-TPT
- N° K 91 de 1918, Wagon couvert à bogies, type Persching ex TPT[5]
- N° L 200, wagon tombereau à bogies type Clayton , ex-TPT
- 4 wagons plats à deux essieux M 402, M 409, M 416 et OM 618, provenant du Chemin de fer de Wengernalp, (Suisse), arrivés en décembre 2021.

|  |

### Véhicules issus de la voie métrique
- Voiture à essieux, ex-Tramways de la Vienne
- Voiture à essieux, ex-Tramways d'Ille-et-Vilaine, livrée par Carel et Fouché
- Voiture à essieux, ex-Tramways d'Ille-et-Vilaine, livrée par Carel et Fouché
- Voiture à essieux, ex-Société du chemin de fer sur route de Challans à Fromentine (Vendée), livrée par Carel et Fouché, n° AB 1 de 1896 en restauration,  Classé MH (2010)[6]
- Voiture à essieux, ex-Tramways de Vendée, n° B 52 de 1896, livrée par Carel et Fouché
- Voiture à essieux, ex-Tramways de Vendée, n° B 51 de 1896, livrée par Carel et Fouché en service,  Classé MH (2002)[7]
- Fourgon à bagages, ex-CFD Réseau d'Indre-et-Loire nord, n°DBf 36 de 1890,  Classé MH (2002)[8],en service
- Wagon couvert, ex-CFD Indre et Loire, n°F 4, livré par les Ateliers de Marly en 1883,  Classé MH (2002)[9],en service
- Wagon couvert, ex-CFD Indre et Loire, n°F 6, livré par les Ateliers de Marly en 1883,
- Wagon couvert, ex-CFD Indre et Loire, no 4175 de 1913, en service
- Wagon couvert, ex-CFD Indre et Loire, no 4176 de 1913, en service
- Wagon couvert, ex-CFD Indre et Loire, no 4177 de 1913, en service
- Wagon couvert, ex-CFD Indre et Loire, no 4178 de 1913, en service
- Wagon couvert, ex-CFD Indre et Loire, no 4179 de 1913
- Caisse de wagon couvert K construit par Carel frères & Cie, ex-Compagnie des tramways de Loir-et-Cher puis Compagnie des tramways du Loiret, récupéré à Sandillon en décembre 2021.

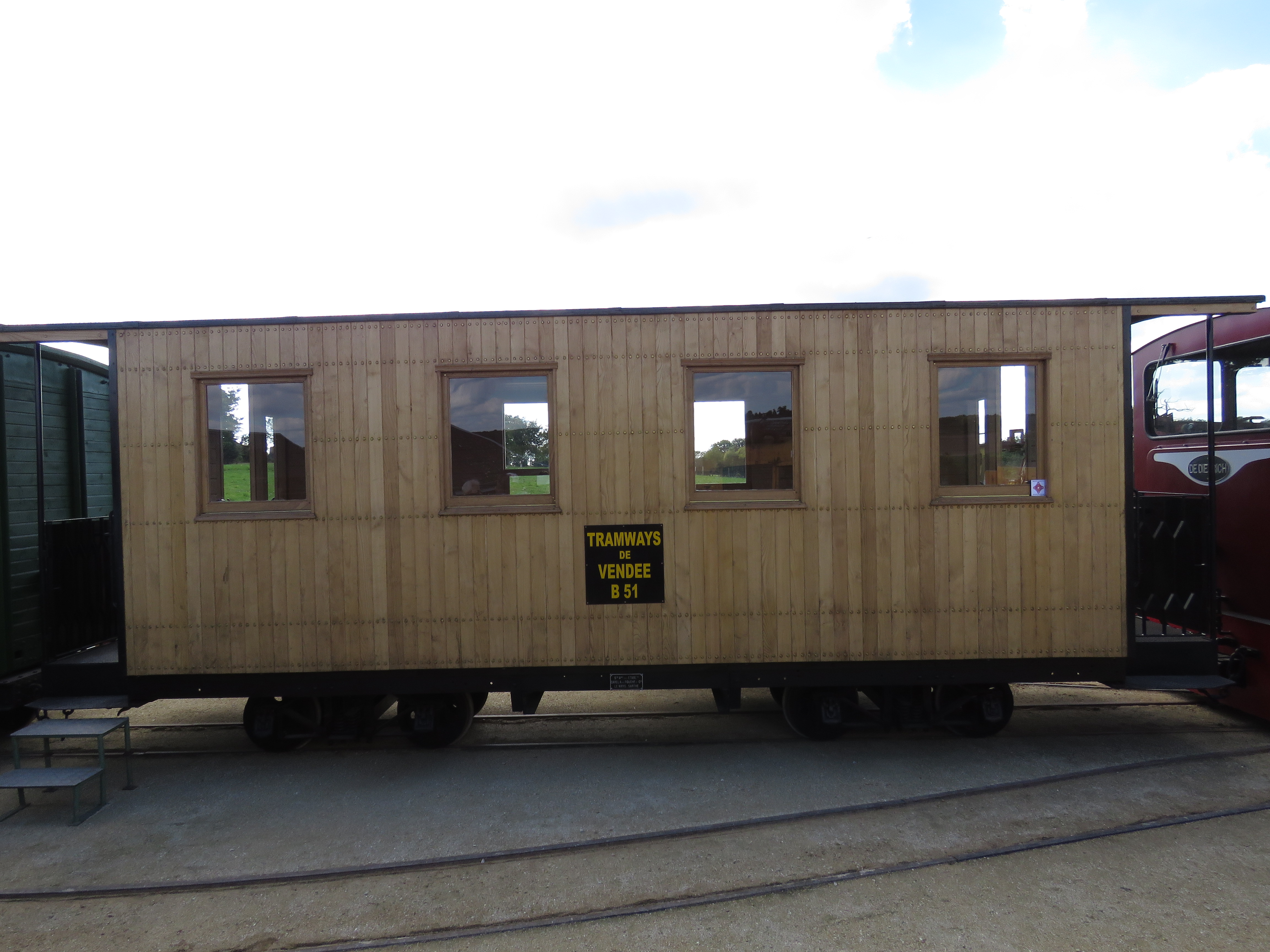
Voiture B 51 ex-Tramways de Vendée.
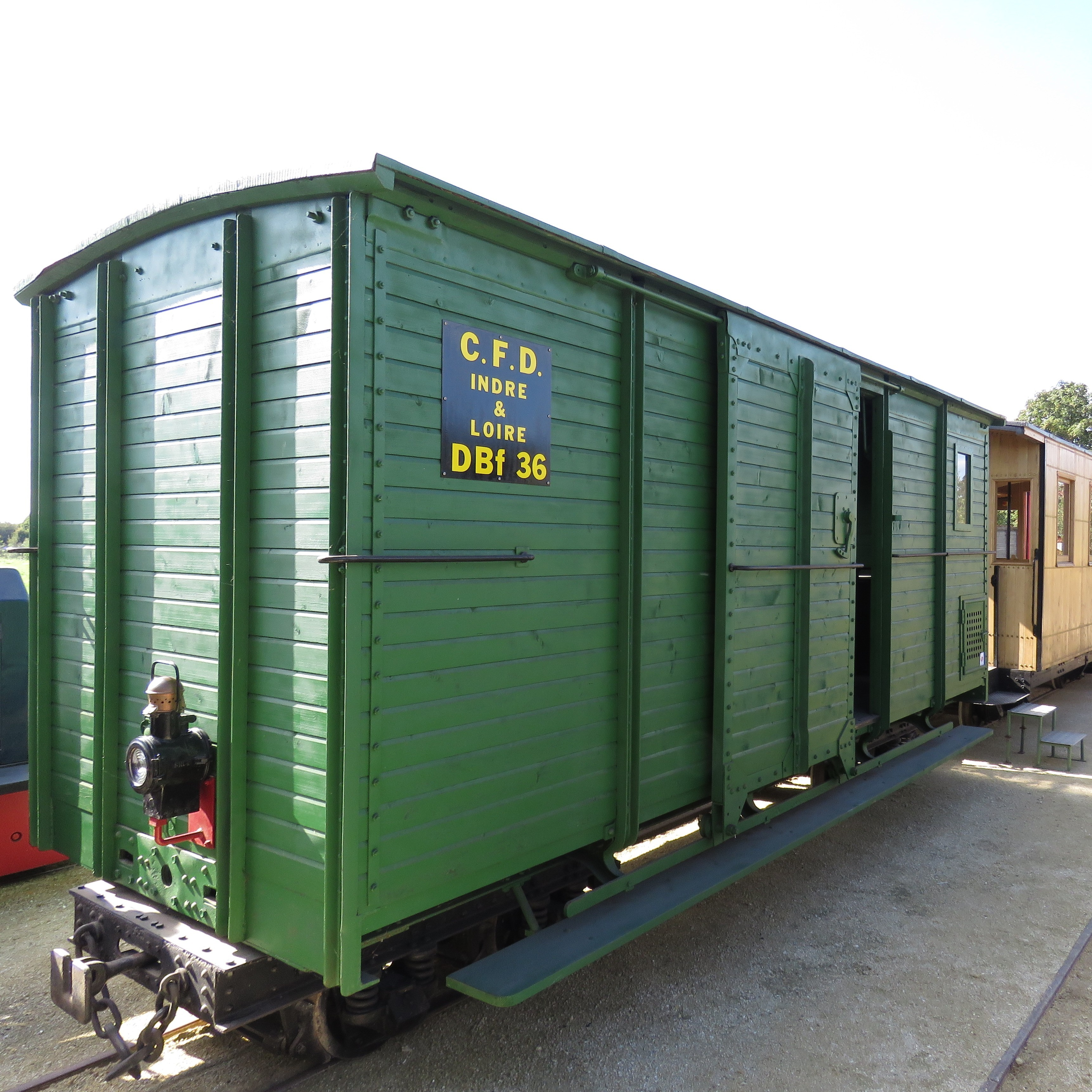
Fourgon postal DBf 36 ex ex-CFD Réseau d'Indre-et-Loire nord.
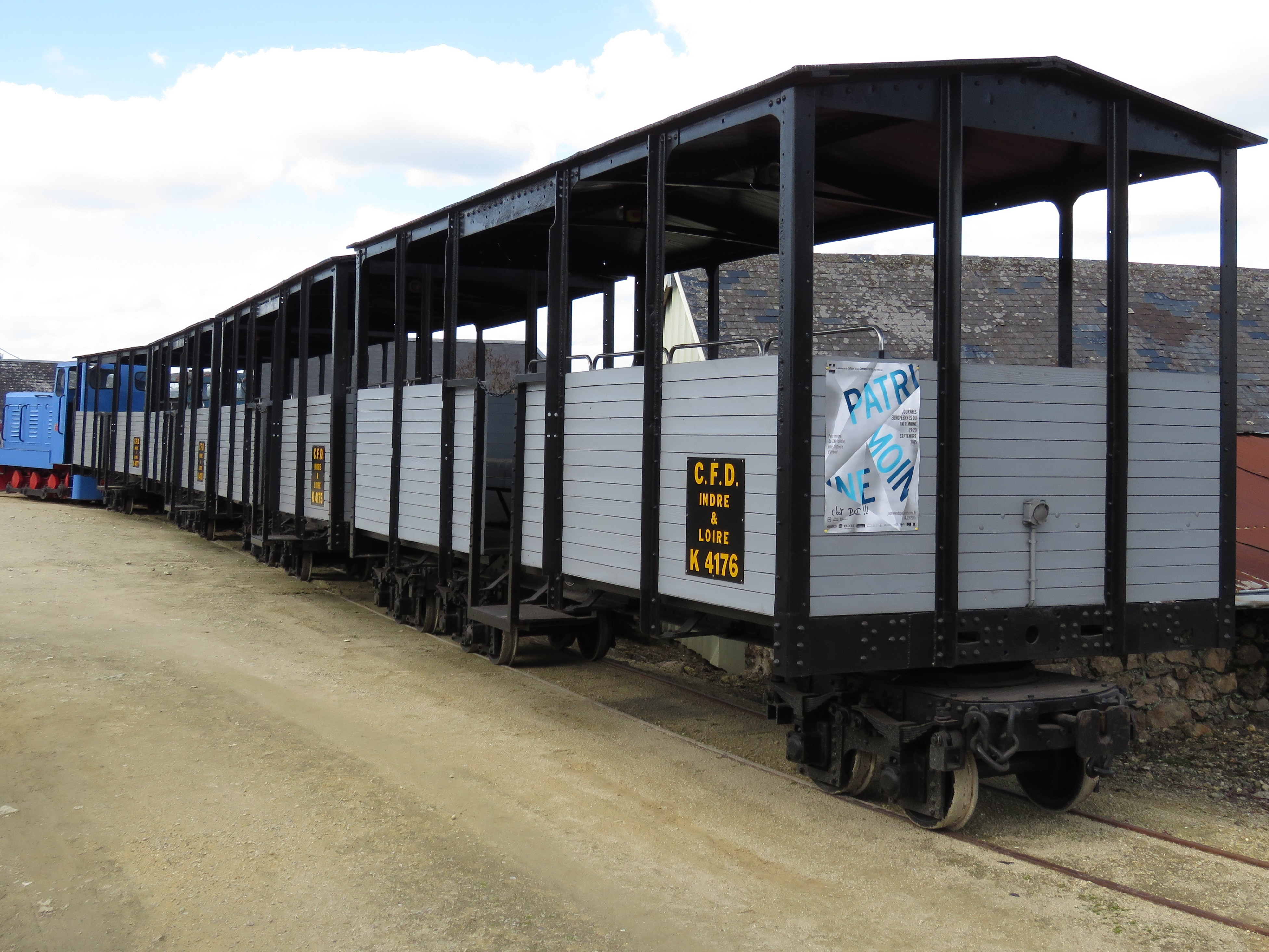
Wagon couvert ex-CFD Indre et Loire.
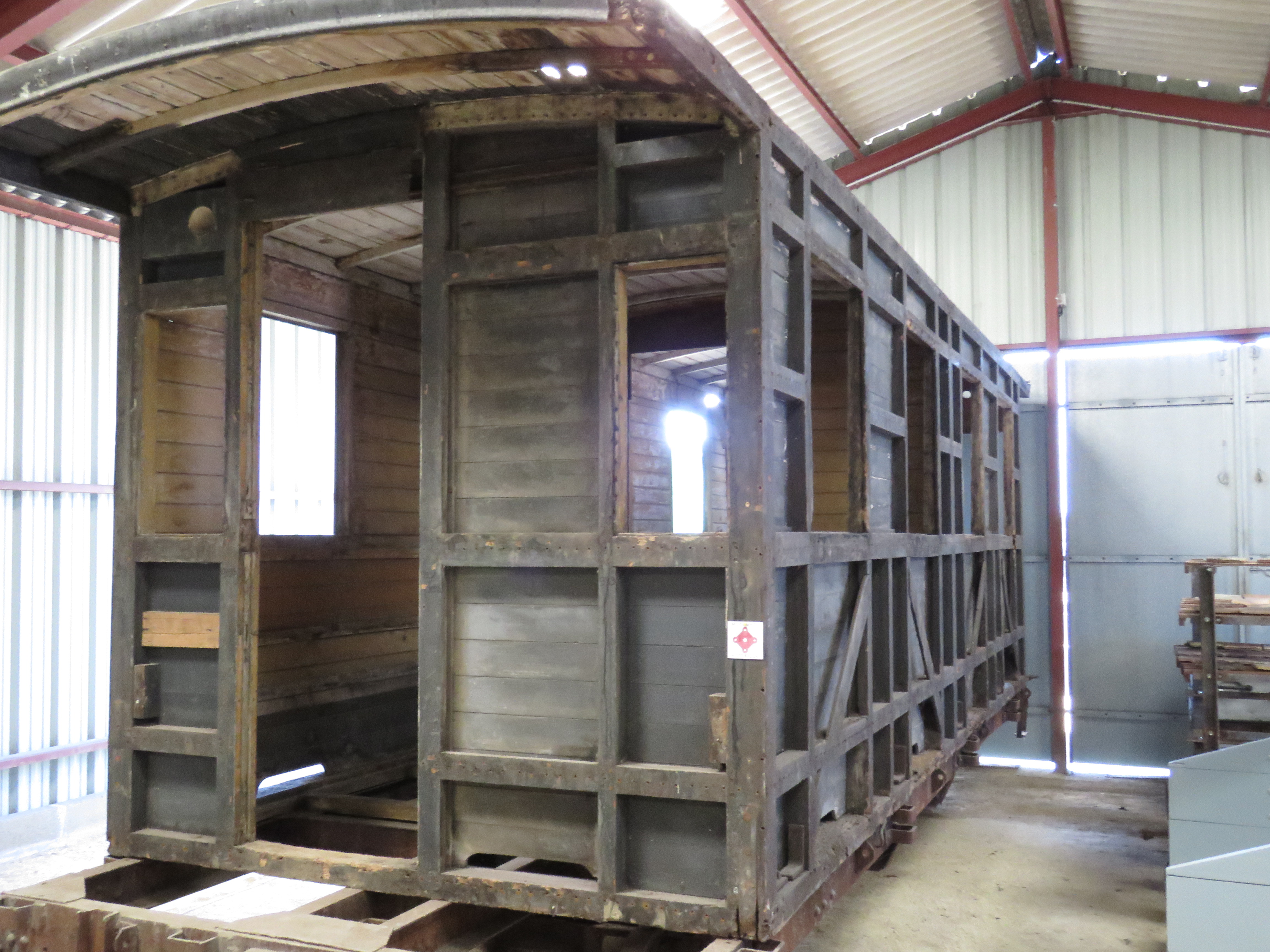
Voiture ex-Tramways de Vendée
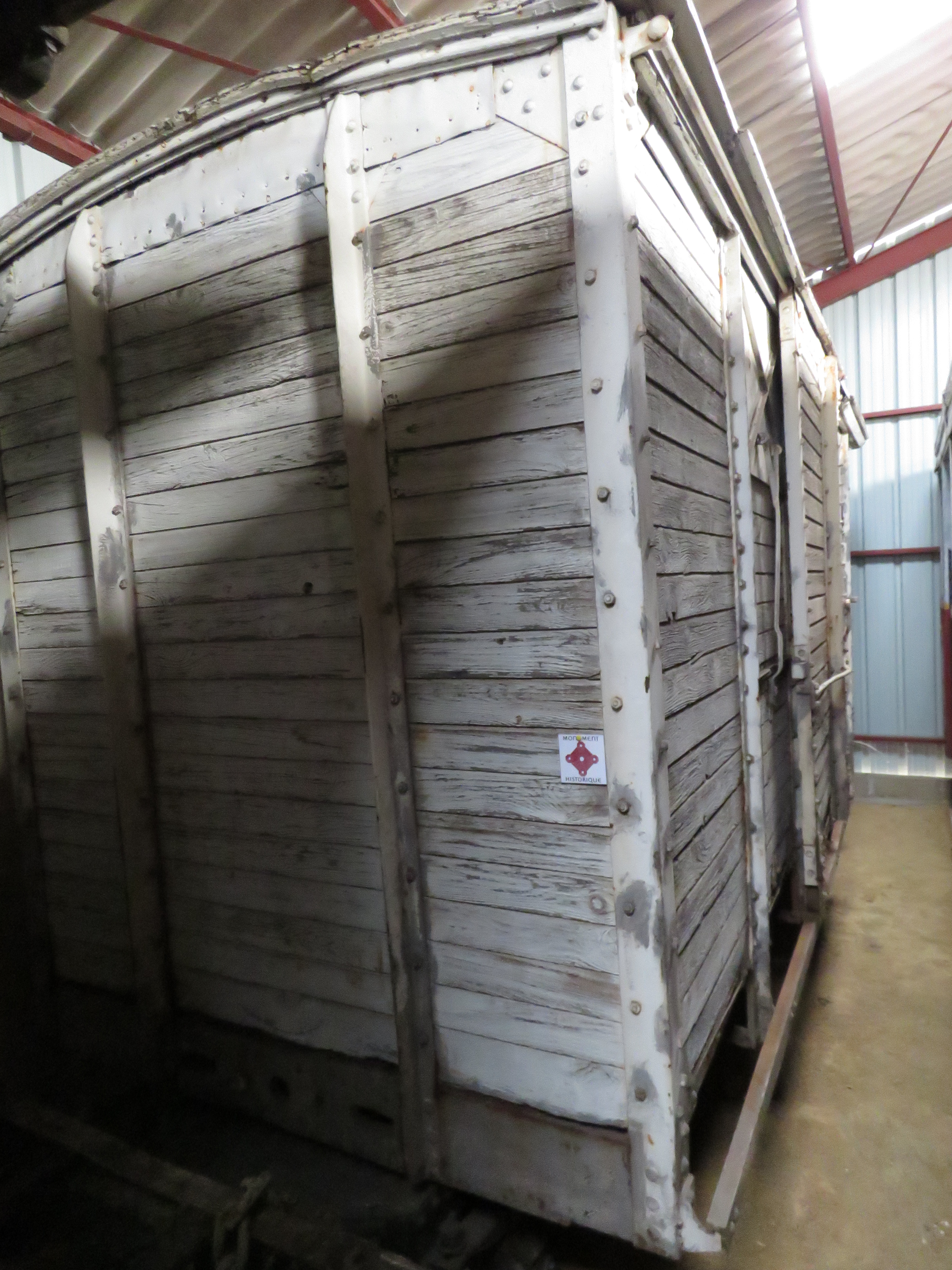
Wagon couvert F4 ex-CFD Indre et Loire.